# Chiesa di Santa Croce (Berlino)
La chiesa di Santa Croce (in tedesco: Heilig-Kreuz-Kirche) è una chiesa cattolica di Berlino, sita nel quartiere di Wilmersdorf.
Per la sua importanza storica e architettonica, è posta sotto tutela monumentale (Denkmalschutz).

## Storia
La chiesa venne costruita nel 1912 in stile neogotico su progetto di Max Hasak e consacrata il 12 maggio dello stesso anno.
L'interno venne ridisegnato in stile moderno dal 1972 al 1974, eliminando le decorazioni storiciste d'origine.
Nel 2009 la parrocchia di Santa Croce venne soppressa e unita alla parrocchia di Santa Maria, formando una nuova parrocchia denominata «Maria sotto la Croce» (in tedesco Maria unter dem Kreuz); la chiesa di Santa Croce divenne pertanto suffraganea della chiesa parrocchiale dell'Immacolata.
Dal 2010 la chiesa di Santa Croce ospita la sede della Missione Cattolica Italiana di Berlino.

## Descrizione

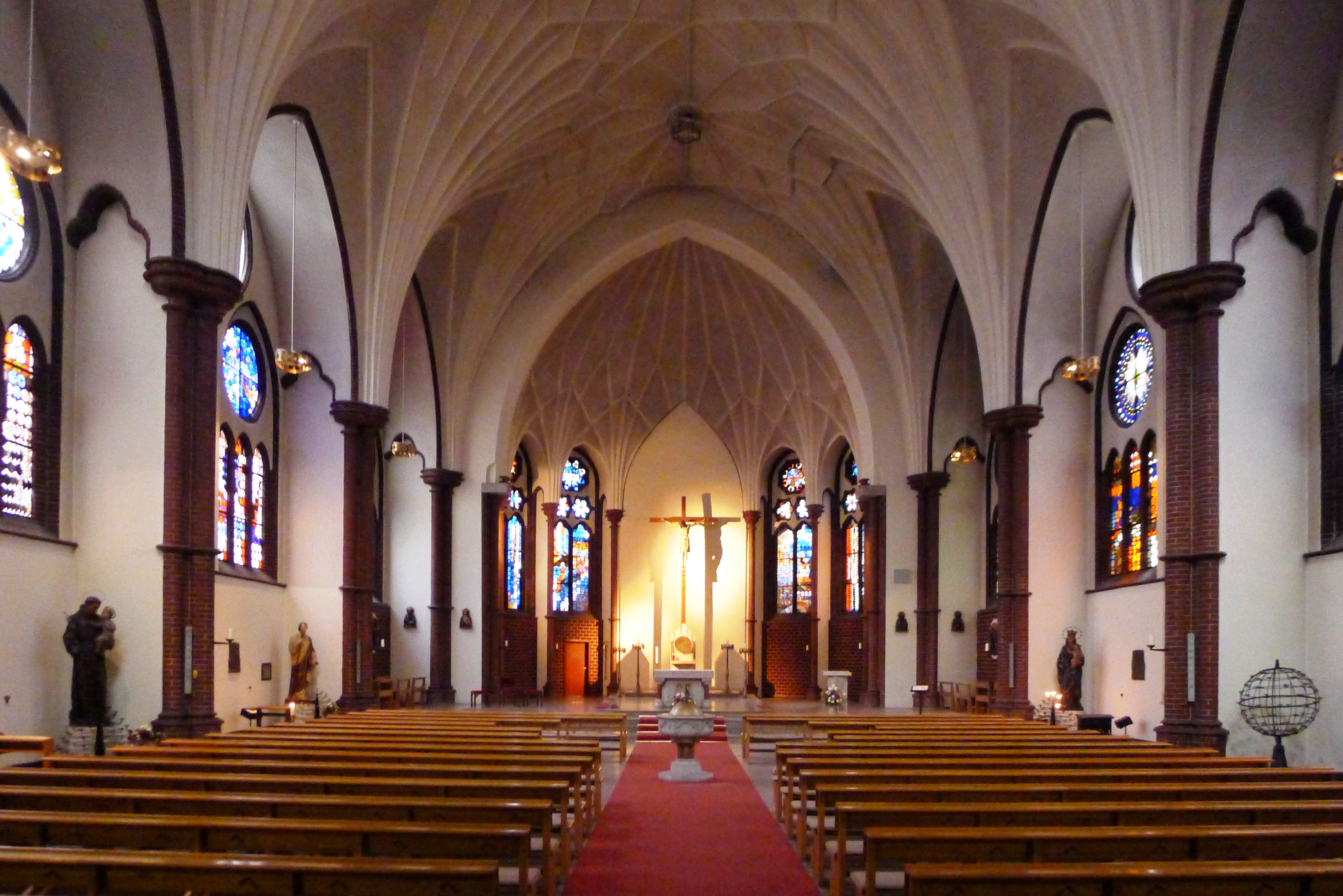
L'interno

La chiesa è posta lungo una tranquilla strada residenziale del quartiere di Wilmersdorf, con la facciata posta lungo il filo stradale in adiacenza agli edifici circostanti.
La costruzione, riccamente decorata, è in mattoni a vista; l'interno è a navata unica, coperta da volte a crociera sostenute da pilastri, e conclusa verso il presbiterio da un coro poligonale.

### Fonti
- (DE) Christine Goetz e Matthias Hoffmann-Tauschwitz, Kirchen Berlin Potsdam, Berlino, Morus Verlag e Wichern-Verlag, 2003,  p. 66, ISBN 3-87554-368-8.

### Testi di approfondimento
- (DE) Karl-Heinz Metzger (a cura di), Kirchen, Moschee und Synagogen in Wilmersdorf, Berlino (Ovest), Möller, 1986,  p. 55, ISBN non esistente, IDN 871342545.
- (DE) Michael Lichy (a cura di), Katholische Kirche Heilig Kreuz Berlin-Wilmersdorf 1912 - 2012, Berlino, Müller, 2012, ISBN 978-3-940131-08-9.